# 三浦舞
三浦 舞（みうら まい、Mai  Miura、1980年 - ）は、日本のヴォーカリスト、ジャズヴォーカリスト、宮城県出身。仙台在住。みなと気仙沼大使。

## 来歴
気仙沼市本吉町出身。1998年、宮城県鼎が浦高等学校卒業後、上京。1999年より、プロ活動開始。
ゴスペル・ブルース・ソウルを得意とするヴォーカリストとして、各種企画に参加。ウェディングシンガー、CMソングシンガー・CM出演、バックコーラス、各種パーティー演出、トラックメイカー・楽曲提供、ヴォイストレーナーとして活動。2008年から活動場所を地元の仙台へ移す。

## 人物
幼少より、ピアノ・神楽・和太鼓に慣れ親しむ。弟妹が病気がちだったことから、生死について考えることが多く、音楽が祈りの原点であるという説に感動し、哲学・宗教学・心理学に興味を持つ。中学生時代はピアノ、高校生時代はギターに熱中し、音楽中心の学生生活を経て、宮城県鼎が浦高等学校卒業後、上京。デビュー。1999年より、プロ活動開始。
ゴスペル・ブルース・ソウルを得意とするヴォーカリストとして、各種企画に参加。パーティー出演、ウェディングシンガー、CM録音等の活動を経て、仙台asヒロ菊地グループでセッションを重ね、メンバー不定のリーダーライブ「三浦舞うたいますバンド」ライブを開催。
故郷を想って歌った 「Georgia on my mind」 が自他共に認める代表曲となり、2010年10月気仙沼市の観光大使に推薦され、任命。翌年7月には、地元の音楽ホールにて、凱旋ライブが予定されていたが、震災のため白紙に。再建と、夢の実現を胸に、日々、努めている。

## メディア

### ＣＭ
- NTTdocomo東北パケット通信サービスCMソング・ＴＶＣＭ出演 - 2010
- セントラルグループCMソング - 2012
- 小野万 CMソング（宮城県内）- 2014
- ナウエル CMソング（山形県内） - 2014

### ラジオ
- けせんぬま災害エフエム「Mai のラジハピ」
- 宮城県登米市H@エフエム「Mai のラジハピ」
- ラヂオ気仙沼 ぎょっとfm 77.5Mhz　『Solitude』水曜 19:30〜（2017年7月5日スタート）

## 活動歴一覧
- 1999年　東京都内ホテルウェディングウェディングシンガー、東京都内飲食店・各種クラブイベントに出演
- 2008年　仙台ラジオ３ラジオDJ、宮城県大崎ケーブルＴＶライブ映像放映、プロビッグバンド「白石瑛樹＆サウンド・スペース」ゲストヴォーカル、Ｋスタ宮城楽天ｖｓ西武戦にて国歌斉唱

- 2009年　横浜関内「ジャズクラブFAROUT」ヴォーカルオーディション優勝・出演、仙台「ジャズクラブCrosby」ゲストヴォーカル、メトロポリタン仙台クリスマスディナー・ショータイム演出・出演
- 2010年　NTTdocomo東北パケット通信サービスCMソング・ＴＶ出演。みなと気仙沼大使就任。東京都ジャズスポット「代々木NARU」ヴォーカルオーディション入賞・出演、東京都芝パークホテル「 FRYDAY JAZZ NIGHT 」レギュラー出演
- 2011年　定禅寺ストリートジャズフェスティバルにてオリジナル曲「願い糸」発表

- 2012年　仙台ラジオ３にてラジオで体操コーナーを企画・担当、セントラルグループCMソング担当
- 2013年　ヒーリングライブを東北・関東で開催
- 2014年　小野万 CMソング担当、ナウエル CMソング担当
- 2015年　けせんぬま災害エフエム「Mai のラジハピ」放送開始
- 2016年　宮城県登米市 ホテルニューグランビア KAN-MIN交流会　かんみん友好大使　就任